# Лиховской
Лиховско́й — упразднённый рабочий посёлок в городском округе город Каменск-Шахтинский Ростовской области России. В 2005 году включен в состав города Каменск-Шахтинский.

## География
Лиховской расположен в 18 км к юго-западу от основной части города Каменск-Шахтинский. Разделён вдоль на две части, расположенные к северу и к югу от находящегося на территории крупного железнодорожного узла — станции Лихая. В южной части Лиховского располагаются пять жилых кварталов состоящих из многоквартирных 2-, 3- и 5-этажных домов: Старые Черёмушки, Новые Черёмушки, Центр, Хлебозавод и Нефтебаза.
К югу на расстоянии 2,5 км расположен хутор Лихой.
К юго-востоку от Лиховского протекает река Лихая с естественной границей Грушевая балка на её правом берегу.

## История
Посёлок Лиховской был основан в середине XIX века в результате начала строительства станции Лихая вблизи казачьего хутора Лихой, ввиду чего и посёлок и станция получили существующие названия. Станция начала действовать в 1872 году с пуском в строй Воронежско-Ростовской железной дороги, строительство которой началось в 1869 году.
В начале XX века станция Лихая, с проведением железной дороги «Лихая—Царицын», становится узловой. Узел подвергался большим разрушениям в период гражданской и Великой Отечественной войн.
Статус рабочего посёлка (посёлка городского типа) имел с 1930 года. В 2005 году вошёл в состав города Каменск-Шахтинский на правах микрорайона.

## Население
| 1939   | 1959    | 1970    | 1979    | 1989    | 2002    |
| ------ | ------- | ------- | ------- | ------- | ------- |
| 11 438 | ↗16 265 | ↘14 567 | ↗14 784 | ↗14 878 | ↘13 638 |

## Экономика

### Инфраструктура посёлка
Крупный железнодорожный узел (станция Лихая) на пересечении линий «Москва—Ростов-на-Дону» и «Волгоград—Харьков» является ключевым объектом посёлка и определяет сферу деятельности большинства лиховчан. В посёлке, кроме предприятий железнодорожного транспорта (порядка 30 взаимосвязанных узлов и объектов, таких как ремонтные депо, Локомотивное депо, Вагонное депо), имеются небольшие предприятия пищевой и лёгкой промышленности (нефтебаза, лесоторговая база, угольная заготовительная база, МТС и т. п.).

### Занятость населения
Значительная часть жителей микрорайона Лиховской занята в обслуживании железнодорожного узла и прилегающей к нему инфраструктуры. Второй по численности сферой занятости лиховчан является угольная промышленность. В районе находится ряд крупных предприятий по добыче угля и строительного камня.

### Железнодорожный узел
Через микрорайон Лиховской следуют поезда направления «Центр-Юг» и «Восток-Юг», а также проходит ветка, идущая на восток к Волгограду и на запад на Украину (через г. Гуково).

### Автомобильный узел
В 7 км на северо-восток от микрорайона Лиховской расположено пересечение двух крупных трасс Федерального значения, трассы М-21 с трассой М-4 «Дон».

## Культура и образование

### Образовательные учреждения

#### Детские учреждения
На территории микрорайона существует четыре детских сада-ясли: «Золотой петушок», «Солнышко», «Алёнушка», «Земляничка».
В микрорайоне действует детская музыкальная школа семилетнего образования, являющаяся с 2014 года филиалом каменской муз. школы, и детская спортивно-юношеская школа.

#### Школы
На территории микрорайона находятся 4 средних общеобразовательных школы:
- Школа № 17 (полное среднее образование), ранее носила № 34.
- Школа № 35 (неполное среднее образование), сейчас как школа не существует. Там работают только детские кружки.
- Школа № 20 (неполное среднее образование)
- Школа № 18 (полное среднее образование)

Эти школы изначально были ведомственными учебными учреждениями Северо-Кавказской железной дороги МПС России, а 8 июля 2002 года были переданы в ведение областных государственных образовательных учреждений Ростовской области.

#### Техникум
В 1993 году в поселке Лиховской был открыт учебно-консультационный пункт Батайского техникума железнодорожного транспорта. В 1999 году УКП был преобразован в Лиховской филиал Батайского техникума железнодорожного транспорта. В 2001 году в Лиховской филиал БТЖТ передан Ростовскому техникуму в качестве филиала с наименованием Лиховской филиал Ростовского техникума железнодорожного транспорта. В 2008 году решением Правительства Российской Федерации филиал стал обособленным структурным подразделением РГУПС.

### Культурно-развлекательные учреждения
В микрорайоне Лиховской есть Дворец культуры (ДК Железнодорожников).
На территории посёлка расположено 2 парка отдыха:
- Парк Железнодорожников, на территории которого расположен летний театр, несколько комплексов с детскими площадками и аттракционами.
- Парк Победы — основан в честь победы в Великой Отечественной войне. На территории парка расположены 3 мемориальных комплекса (1-й при входе в парк, 2-й в центральной части парка, 3-й на юго-востоке парка) и вечный огонь рядом с центральным мемориалом «Скорбящая мать». На территории парка также находится плавательный бассейн. В восточной части Парка Победы расположен стадион «Прогресс» — в настоящее время находится в упадке.(Уже отсутствует)

В посёлке есть несколько строительных магазинов.
В марте 1956 года в пос. Лиховском открылась детская поселковая библиотека. Из Зверевской районной библиотеки был передан книжный фонд в количестве 3950 экземпляров. На тот момент количество читателей составляло 930 человек. В 1965 году библиотека была передана в городское подчинение.
Есть детский клуб «Лесовичок».
Работает танцевальный коллектив «Ассорти».

### Религия
В 2000 году в Лиховском был открыт Свято-Преображенский молитвенный дом. В это же время православной общине было передано служебное здание с подсобными помещениями. В здании была проведена реконструкция, и в молитвенном доме регулярно совершались богослужения. В 2010 году здание молитвенного дома было снесено.
В 2016 году возле парка Победы сооружён деревянный храм в честь Андрея Первозванного.

## Достопримечательности
2 августа 1986 года в посёлке у ДК железнодорожников установлен памятник паровозу. На вечную стоянку установлен паровоз серии «Л» под номером 2 (Л-0002), изготовленный в конце 1945 года на Коломенском заводе в Подмосковье.
Поселковый парк Победы включает в себя два памятника: «Скорбящая мать» и «Зенитка времён Великой Отечественной войны».
В окрестностях посёлка есть несколько памятников археологии. К ним относятся:
- Курган одиночный «Божковка»;
- Курган одиночный «Постовой I»;
- Курган одиночный «Постовой II»;
- Группа из четырёх курганов «Постовой II»;
- Курган одиночный «Предмостье»;
- Могильник грунтового погребения «Горелый».

## Известные люди, связанные с микрорайоном
- Рубан, Пётр Константинович (1907— умер после 1985 года) — советский военачальник, полковник.
- Садовников, Николай Фёдорович (25.10.1946—22.07.1994) —  Герой Советского Союза, Заслуженный лётчик-испытатель СССР.
- Чуйко, Владимир Викторович[10]  — Лауреат национальной премии «Медиа менеджер России», продюсер проекта «Карафуто — японский период на Сахалине», получивший в 2009 году национальную премию «ТЭФИ».